# Usine Volvo de Torslanda
L'usine Volvo de Torslanda (ou Torslandaverken en suédois), est l'un des plus grands sites de production de Volvo Cars et est située à Torslanda sur l'île de Hisingen, à environ 12 km au nord-ouest du centre-ville de Göteborg. L'usine a eu 50 ans le 24 avril 2014, sous la devise « Une capacité accrue - pour une qualité toujours plus élevée ».

## Histoire

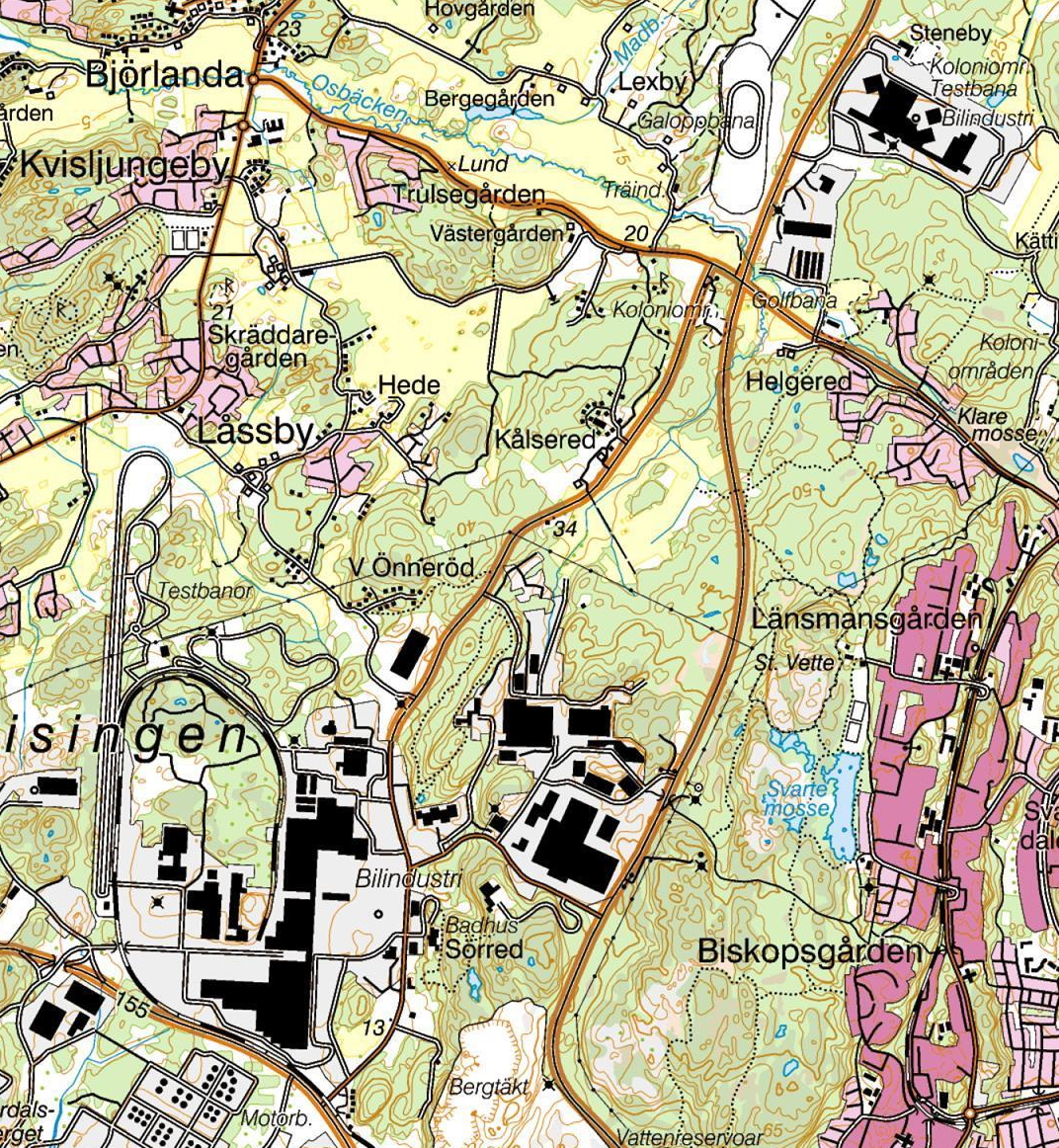
Carte de l'usine de Torslanda (en bas à gauche, avec l'embranchement ferroviaire).

Le succès et l'expansion de l'entreprise à la fin des années 1950 ont conduit la direction à commencer à planifier l'usine de Torslanda en 1959 dans une zone rurale qui avait été prévue par les urbanistes comme une future utilisation industrielle. De plus, l'infrastructure était déjà en place, le port et la haute mer étaient à proximité, et l'aéroport de la ville de Göteborg était également situé à Torslanda.
Avec 200 000 mètres carrés de surface d'usine à sa création, la capacité de production était initialement prévue pour 110 000 voitures par an en une seule équipe, avec la possibilité de passer à 150 000 voitures en deux équipes. Le record de production annuelle de 1973, avec 178 000 voitures sorties de l'usine, était toujours d'actualité en 2004.
L'usine a été inaugurée le vendredi 24 avril 1964. La production a commencé dans l'usine TA (atelier de presse/usine de production de carrosseries), l'usine TB (atelier de peinture) et l'usine TC (assemblage final). La production à plus petite échelle avait en fait commencé en 1962, lorsqu'environ un tiers de l'usine était prêt à assembler des Amazones.
Le président de Volvo, Gunnar Engellau, le docteur en ingénierie Gustav Larson (l'un des deux fondateurs de Volvo, l'autre cofondateur, Assar Gabrielsson, étant décédé deux ans auparavant), et le roi de Suède Gustave VI Adolphe étaient présents pour l'inauguration.
La première voiture fabriquée était une Amazon, tandis que la PV544 n'a jamais été construite à Torslanda. La Volvo 144, un modèle entièrement nouveau, a été lancée en production à la fin de l'été 1966.
La production a cessé dans l'usine Volvo de Lundby en 1973 avec la disparition de la Volvo 1800ES. La production de Torslanda a été soutenue par les activités de Volvo Halifax Assembly et de Volvo Kalmar Assembly au Canada, puis par des usines en Amérique du Nord (Chesapeake, Virginie) et, plus tard, à Gand, en Belgique.
Employant à l'origine environ 2 500 personnes, l'usine est devenue le plus grand lieu de travail de Suède. 5 000 personnes environ peuvent actuellement produire la capacité actuelle de 170 000 voitures. En 1998, l'usine recevait des livraisons de pièces soigneusement coordonnées en provenance du parc de fournisseurs voisin d'Arendal.
En 2014, Volvo Cars a terminé avec succès l'expansion de son usine de Torslanda, dans sa ville natale de Göteborg, en Suède. Volvo utilise l'usine de Torslanda pour la production de la deuxième génération du XC90. L'expansion récente comprenait un nouvel atelier de carrosserie qui sera utilisé pour fabriquer le nouveau XC90, qui est le premier véhicule à rouler sur l'architecture de produit évolutive de Volvo, et a ajouté 24 000 mètres carrés à l'empreinte de l'usine, faisant passer la capacité annuelle de l'usine de 200 000 à 300 000 véhicules,
.